# Phyllomacromia sophia
Phyllomacromia sophia – gatunek ważki z rodziny Macromiidae.